# Przełęcz Bardzka
Przełęcz Bardzka (niem. nazwa Warthapaß) – przełęcz (442 m n.p.m.) w południowo-zachodniej Polsce, w Sudetach Środkowych, w paśmie Gór Bardzkich.

## Położenie i opis
Przełęcz położona jest pomiędzy miejscowością Bardo, a Kłodzkiem, około 3,8 km na południowy zachód od centrum Barda, 0,7 km za wsią Dębowina, 0,4 km od zabudowań Boguszyna i 6,3 km na północny wschód od centrum Kłodzka.
Przełęcz stanowi rozległe, ale płytkie siodło w bocznym ramieniu Grzbietu Wschodniego Gór Bardzkich, między wzniesieniami Dębowa Góra (425 m n.p.m.) i Kłapacz (575 m n.p.m.). Przez Przełęcz Bardzką prowadzi droga krajowa nr 8, stanowiąca fragment trasy europejskiej E 67.

## Ciekawostki
- Przez przełęcz od dawna prowadził stary trakt handlowy zwany Drogą Graniczną, uważany za odnogę szlaku bursztynowego[1]. Z czasem stał się jedną z ważniejszych dróg handlowych, łączących Śląsk z Czechami. W pobliżu przełęczy powstała osada kultury łużyckiej[1]. Od początku kształtowania się państwa polskiego, przez Przełęcz Bardzką przebiegała granica polsko-czeska. W 1010 r. po drugiej stronie przełomu Nysy Kłodzkiej, przy Przełęczy Bardzkiej, Czesi wznieśli gród graniczny strzegący granicy, odpowiednik, na tamte, czasy śląskiego Barda[1]. Gród ten znajdował się na terenie Łochowa i nosił nazwę Burgstadel[1].
- W ubiegłych wiekach przełęcz miała strategiczne znaczenie, prawie w każdej wojnie toczyły się o nią walki.
- Punkt graniczny starej granicy wyznacza stojąca na przełęczy przy drodze nr 8 kolumna maryjna ufundowana przez kłodzkiego rajcę Ignatza Ilgnera po opuszczeniu ziemi kłodzkiej przez wojska pruskie w 1741 roku[2]. W latach 90. XX wieku kolumnę skradziono, po odzyskaniu i renowacji wróciła na miejsce[2].
- Przez przełęcz przechodzi granica powiatów: kłodzkiego i ząbkowickiego.